# 林田英治
林田 英治（はやしだ えいじ、1950年（昭和25年）7月6日 - ）は、日本の実業家。JFEホールディングス代表取締役社長、日本鉄鋼連盟第14代、第16代会長を歴任した。

## 経歴
- 1950年 - 神奈川県生まれ[1]
- 1969年 - 神奈川県立湘南高等学校卒業[1]
- 1973年 - 慶應義塾大学経済学部卒業[1]
  - 同年 - 川崎製鉄入社。水島製鉄所総務部会計課配属
- 1985年 - スイス国際経営開発研究所（IMD）留学
- 1989年 - 米国アームコスチール（現在のAKスチール社）勤務
- 1998年 - 経営企画部海外事業管理室長
- 1999年 - 経理部長
- 2008年 - JFEホールディングス株式会社代表取締役専務執行役員
- 2009年 - JFEスチール株式会社代表取締役副社長
- 2010年 - 代表取締役社長
- 2015年 - JFEホールディングス株式会社代表取締役社長
- 2019年
  - 4月 - JFEホールディングス株式会社取締役特別顧問
  - 6月 - JFEホールディングス株式会社特別顧問